# Dii Consentes

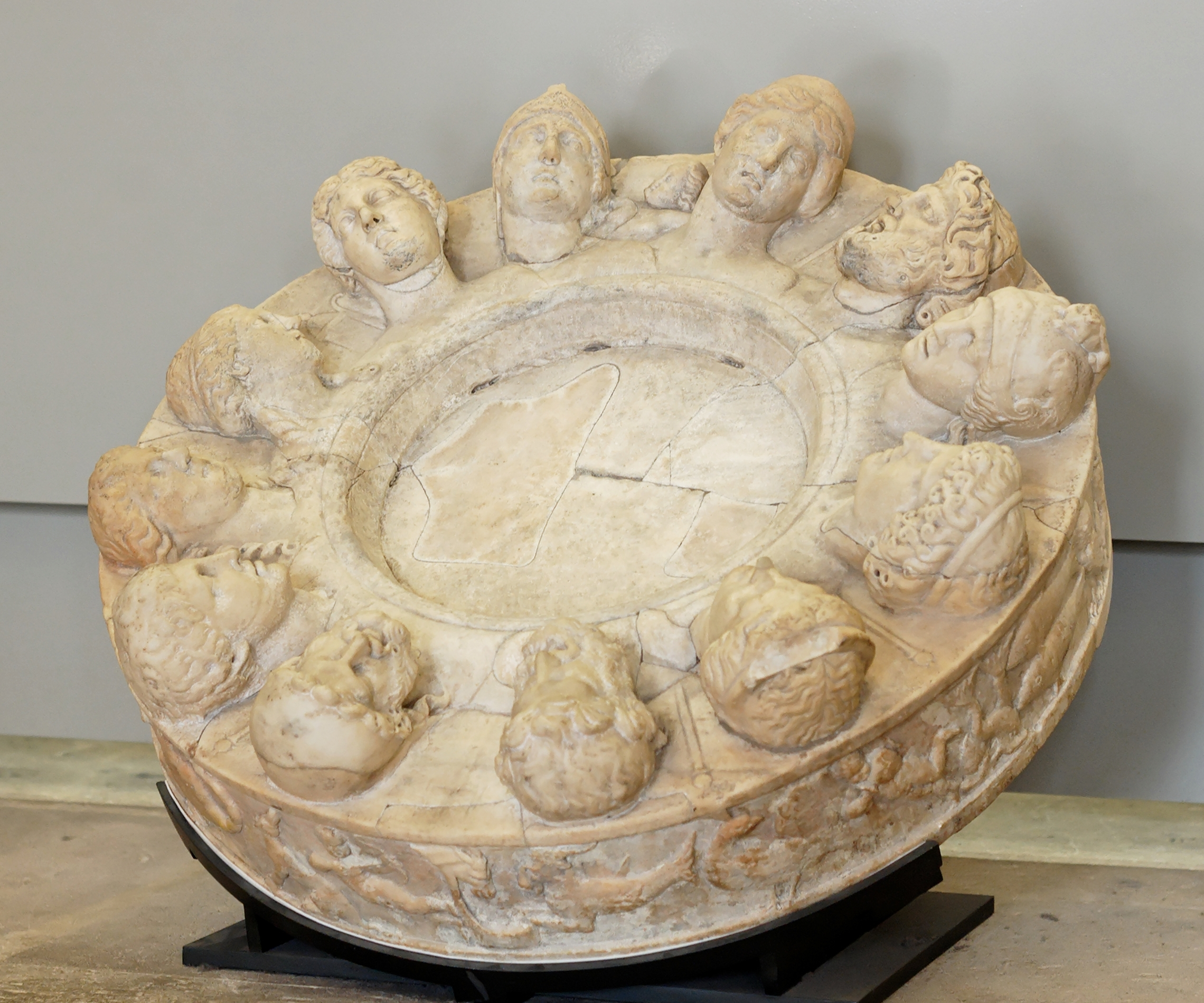
Aunque el propósito ritual de este altar de Gabii del es confuso, las doce deidades representadas se corresponden a los Dii Consentes

Los Dii Consentes, también como Di o Dei Consentes (una vez Dii Complices) fue una lista de doce dioses principales, seis dioses y seis diosas, en el panteón de la antigua Roma. Sus estatuas doradas estaban colocadas en el Forum, más adelante, según parece, en el Porticus Deorum Consentium.
Los dioses fueron enumerados por el poeta Ennio a finales del siglo III a. C. en una paráfrasis de un poeta griego desconocido:
Juno, Vesta, Minerva, Ceres, Diana, Venus,
Marte, Mercurio, Júpiter, Neptuno, Vulcano, Apolo
Tito Livio los organiza en seis parejas, Júpiter-Juno, Neptuno-Minerva, Marte-Venus, Apolo-Diana, Vulcano-Vesta y Mercurio-Ceres. Tres de los Dii Consentes formaron la Tríada capitolina: Júpiter, Juno y Minerva.

## Antecedentes
La agrupación de doce deidades tiene orígenes anteriores a las fuentes griegas o romanas. La agrupación griega puede tener orígenes en Anatolia, más precisamente licios. Se conoce un grupo de doce dioses hititas tanto por textos cuneiformes como por representación artística. Los doce hititas son todos varones, sin características de individualización. Tienen un reflejo posible en un grupo licio de doce dioses en la época del Imperio Romano. En el 400 a. C. existía un recinto dedicado a doce dioses en el mercado de Janto en Licia.
Heródoto también se refiere a un grupo de doce dioses en Egipto, pero este no encuentra confirmación en las fuentes egipcias. El culto griego de los doce olímpicos se remonta a la Atenas del siglo VI a. C. y probablemente no tiene precedentes en el período micénico. El altar a los doce olímpicos en Atenas se fecha generalmente en el arcontado de Pisístrato el joven, en 522/521 a. C. En el siglo V a. C. hay cultos bien atestiguados de los doce olímpicos en Olimpia y en el Hieron en el Bósforo.
Las referencias a doce deidades etruscas se deben a autores romanos posteriores, escribiendo mucho después de que la influencia del panteón griego se hubiera convertido en dominante, y debe considerarse con escepticismo. Arnobio establece que los etruscos tenían un conjunto de seis deidades masculinas y seis femeninas que llamaron consentes y complices porque salían y se ocultaban juntas, lo que implicaba un significado astronómico, y que estas doce actuaban como consejeras de Júpiter.
La evaluación académica de este postulado depende de la hipótesis de que los etruscos originalmente emigraran a Italia desde Anatolia. En este caso, los doce etruscos podrían haber sido afines a los doce hititas. Sin embargo, es igualmente posible que los doce etruscos fueran simplemente una adaptación de los doce griegos al igual que los doce romanos.